# La Fortaleza CP9
La Fortaleza CP9 es un caserío peruano ubicado en el distrito de Tambogrande, perteneciente a la provincia y departamento de Piura, al norte del Perú. 

## Ubicación
La Fortaleza CP9 se ubica al norte de la provincia de Piura, en el distrito de Tambogrande, en el departamento de Piura.

## Demografía
En 2017 La Fortaleza CP9 tenía una población de 64 habitantes.